# 臨床培養士
臨床培養士（りんしょうばいようし）とは、日本再生医療学会が認定する専門資格のこと。

## 概要
2014年3月4日、日本再生医療学会が国立京都国際会館での記者会見で、安全で良質な細胞を培養できる技術者を「臨床培養士」制度を創設する事を発表。iPS細胞の発展に伴い、医療安全、倫理の知識、臨床に向けた培養技術を持つ技術者を養成し、安全性を確保しながら再生技術を普及させることを目的に創設された。
2014年に第一回試験が施行され、2015年1月1日付けで臨床培養士69名が認定された。